# Täsch
Täsch ist eine Munizipalgemeinde und eine Burgergemeinde im Bezirk Visp sowie eine Pfarrgemeinde des Dekanats Visp im deutschsprachigen Teil des Schweizer Kantons Wallis.

## Geographie
Die politische Gemeinde liegt im Mattertal und umfasst das Dorf Täsch und die Weiler Zermettjen, Täschberg sowie das Wandergebiet Täschalp.
Täsch ist der letzte Ort im Mattertal vor Zermatt. Ab hier ist die Strasse seit 1972 für den Privatverkehr Richtung Zermatt gesperrt und es muss die Matterhorn-Gotthard-Bahn genutzt werden. Personenwagen können im 2006 erstellten Parkhaus (Matterhorn Terminal Täsch) am Bahnhof abgestellt werden. Es verfügt über 2'100 Stellplätze und bietet seit 2023 auch 131 Elektroladestationen mit Strom aus 100 % Wasserkraft.
Durch das Gemeindegebiet fliessen der Täschbach und die Mattervispa. Der Täschbach wird auf 1500 m zur traditionellen Bewässerung gefasst und ist als Suone Haltwasser seit 1992 über 1,2 km komplett in Rohre verlegt.
Die Wässerwiesen der Gemeinde werden über die Wässerwasserleitungen Niwi und Halta-Hof mit dem Geschiebesammler Chi versorgt. Die Bewässerung wird durch den Gemeinderat oder entsprechende Aufsichtspersonen geregelt. Das unbefugte Ableiten von Wässerwasser ist strafbar.
Im sogenannten Täschgufer (Gufer = walliserdeutsch für Felstrümmer, Geröll) verursachte die Erosion in drei Murrinnen wiederholt Schäden im Talgrund und verschüttete unter anderem die Kantonsstrasse Stalden–Täsch. Steinschlagblöcke drangen bis in besiedeltes Gebiet vor. Zur Vorbeugung gegen künftige Murgänge wurden am Hang sieben Steinschlagschutzdämme sowie zwei kleine Rückhaltebecken gebaut. Auf dem Europaweg schützt eine Galerie im Täschgufer vor Steinschlag.

## Geschichte

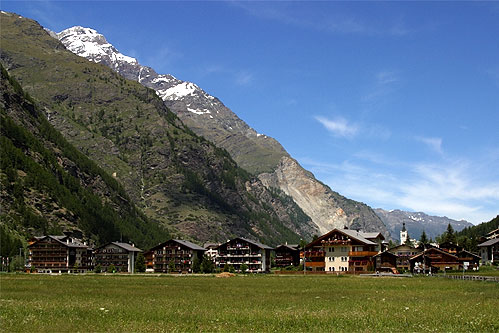
Täsch bei Zermatt

Täsch wurde 1302 erstmals als Tech (lat. Pera) erwähnt. Im 13. Jahrhundert hatten die Edlen von Täsch hier ihren Sitz, deren letzter Erbe, Junker Johann, seine Rechte vor 1400 an die Familie Am Hengart weitergab. Schon 1305 bildete Täsch mit Randa eine Kastlanei des Zenden Brig. Bis 1552 war der Meier oder Grosskastlan von Brig als oberster Richter zuständig, danach gehörte die Kastlanei zum Majorat St. Niklaus (Freigericht). Die Nutzung der Täschalp wurde 1555, die Gebietsabgrenzung gegen Zermatt 1560 schriftlich erwähnt.
1798 erfolgte die Trennung von Täsch und Randa. Die nördlichen Grenzen mit den Randaërn wurden nach langjährigen Streitigkeiten erst 1841 geregelt. Kirchlich gehörte Täsch bis 1423 zu Visp bzw. zur Grosspfarrei St. Niklaus, als es eine eigene Pfarrei wurde. Die Kirche aus dem 15. Jahrhundert musste 1939 der neuen Pfarrkirche weichen.
Täsch besitzt eine Munizipal- und eine Burgergemeinde, die gemeinsam anlässlich der Ur- und Burgerversammlung tagen.
Die Bevölkerung nahm von 1798 mit 140, 1850 mit 177, 1900 mit 251, 1950 mit 413, bis 2000 mit 831 Einwohnern stetig zu.

## Bevölkerung
| Bevölkerungsentwicklung | Bevölkerungsentwicklung | Bevölkerungsentwicklung | Bevölkerungsentwicklung | Bevölkerungsentwicklung | Bevölkerungsentwicklung | Bevölkerungsentwicklung | Bevölkerungsentwicklung | Bevölkerungsentwicklung | Bevölkerungsentwicklung |
| ----------------------- | ----------------------- | ----------------------- | ----------------------- | ----------------------- | ----------------------- | ----------------------- | ----------------------- | ----------------------- | ----------------------- |
| Jahr                    | 1798                    | 1850                    | 1900                    | 1950                    | 2000                    | 2010                    | 2012                    | 2014                    | 2016                    |
| Einwohner               | 140                     | 177                     | 251                     | 413                     | 831                     | 1126                    | 1165                    | 1235                    | 1237                    |

Täsch hat mit 59 Prozent den höchsten Ausländeranteil aller Schweizer Gemeinden. Zugleich hat Täsch als einzige Gemeinde im Wallis eine ausländische Bevölkerungsmehrheit. 41,6 Prozent der Einwohner sind Portugiesen, 40,9 Prozent sind Schweizer.

## Wirtschaft
Die Entwicklung des Bergbauerndorfes zur Tourismusdestination im 19. Jahrhundert stand unter dem Einfluss von Zermatt. 1891 wurde Täsch an die Brig-Visp-Zermatt-Bahn angeschlossen. Die Gemeindeversammlung (Urversammlung) bewilligte den Bau des 1904 eröffneten Hotels Täschhorn, dem sechs weitere Hotels sowie zahlreiche Ferienwohnungen und Chalets folgten. Heute ist im ehemaligen Hotel Täschhorn das Sozialmedizinische Zentrum (SMZ) Zermatt untergebracht.
2005 waren 88 % der Arbeitsplätze im Dienstleistungssektor, der 2009 über 90'000 Übernachtungen zählte. In Zermatt beschäftigte Gastarbeiter wohnen wegen der niedrigeren Mieten in Täsch.

## Tourismus
Der 1997 eröffnete Europaweg von Grächen nach Zermatt führt über die Täschalp, wo mit dem Restaurant Europaweghütte Täschalp eine Verpflegungs- und Unterkunftsmöglichkeit besteht. Täsch ist zudem Ausgangspunkt für die Täschhütte und den Längfluegletscher.
Der 9-Loch-Platz des Golf Clubs Matterhorn befindet sich auf dem Gemeindegebiet von Täsch.

## Söhne und Töchter von Täsch
- Natalie Imboden (* 1970), Politikerin (Grüne)

## Ansichten

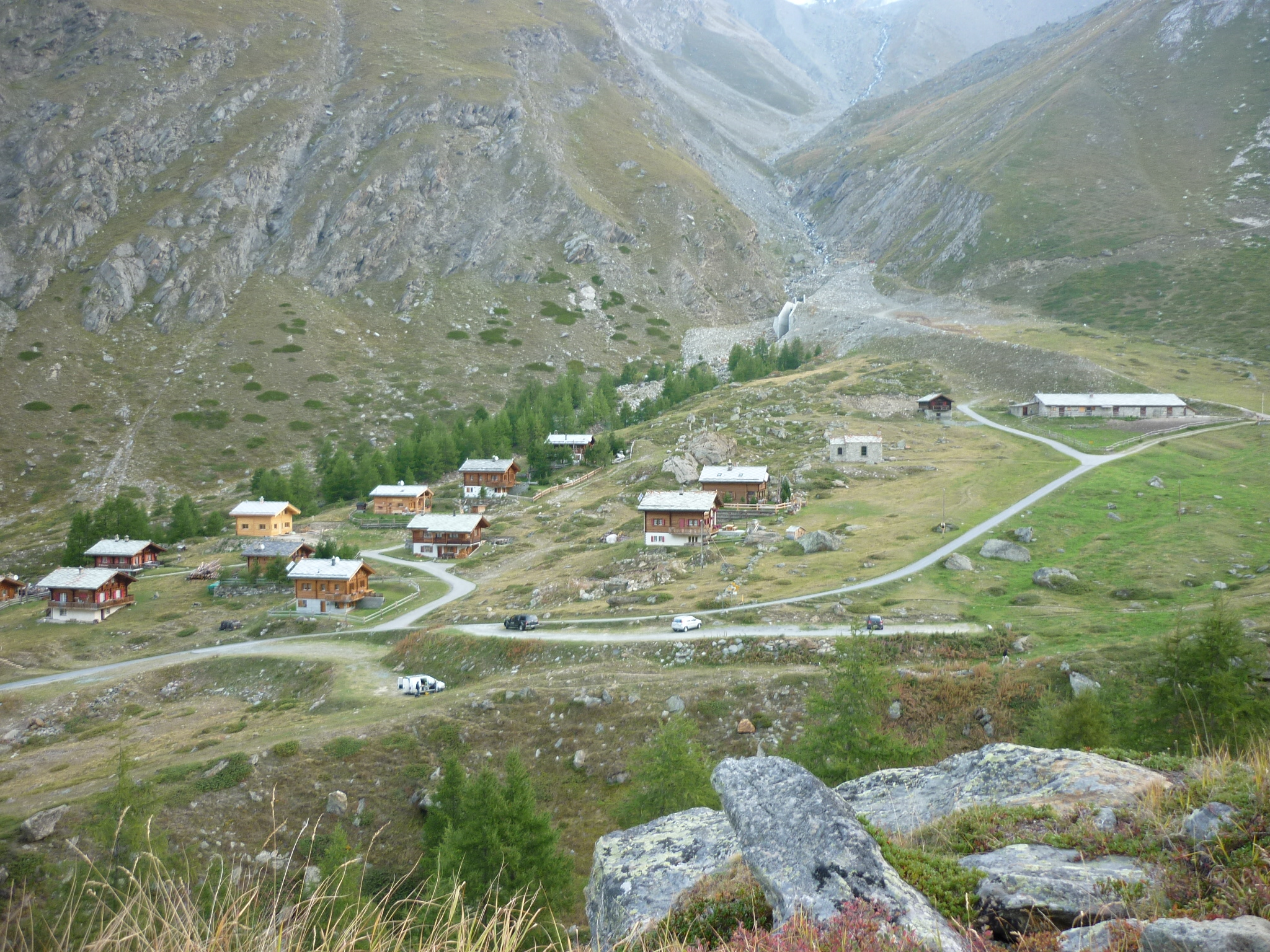
Täschalp vom Europaweg
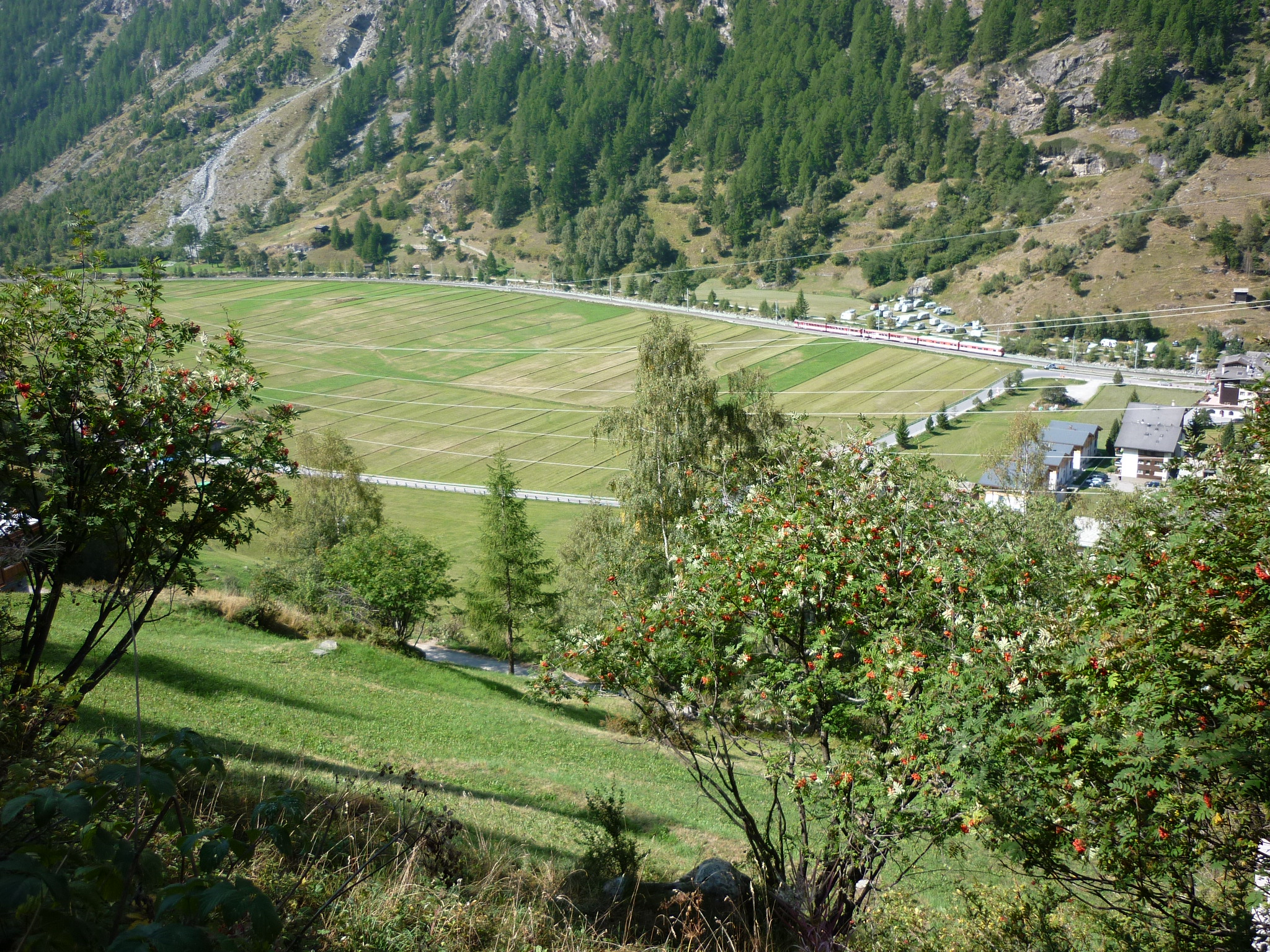
Wässerwiesen in Täsch
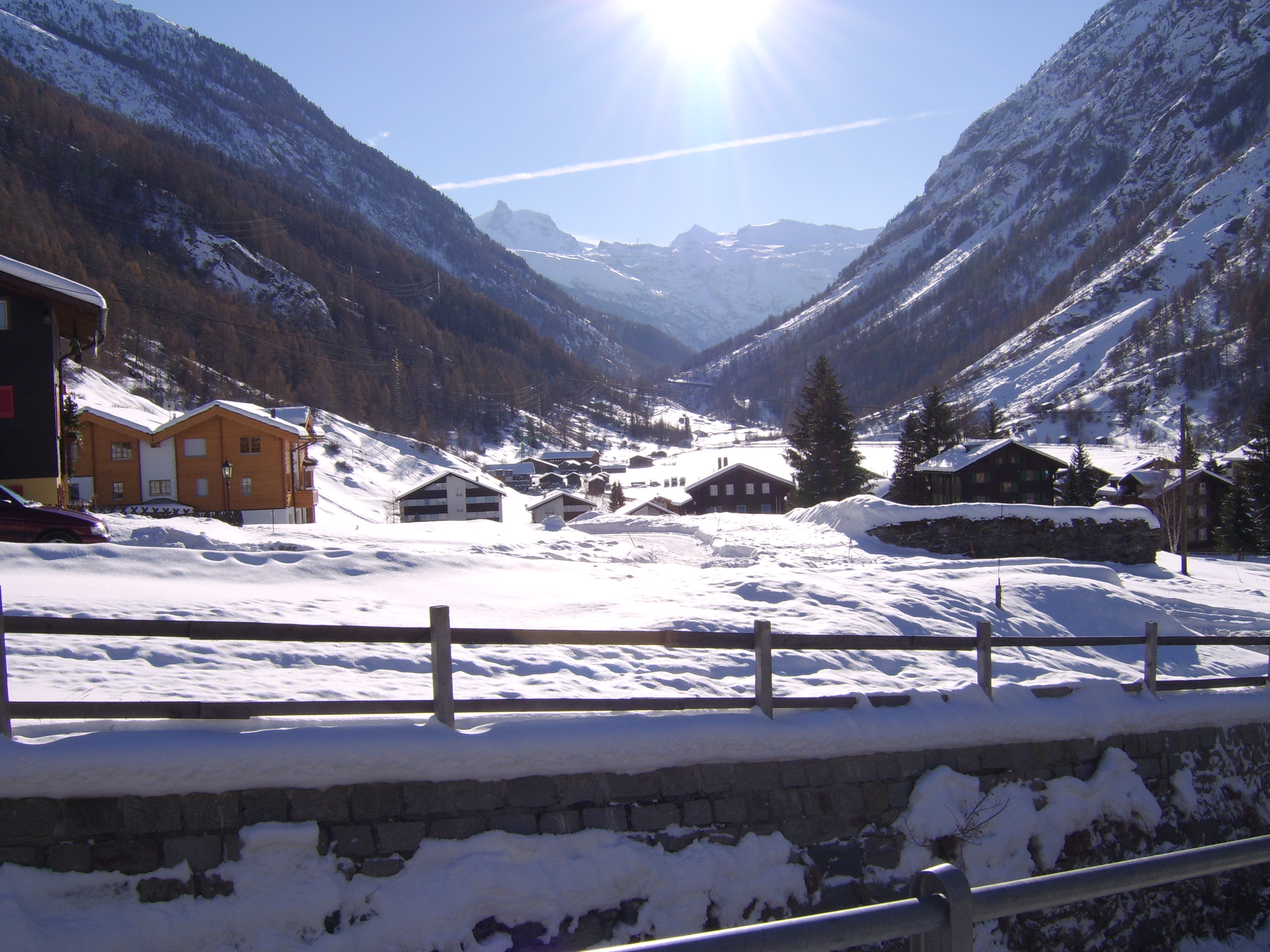
Täsch im Winter
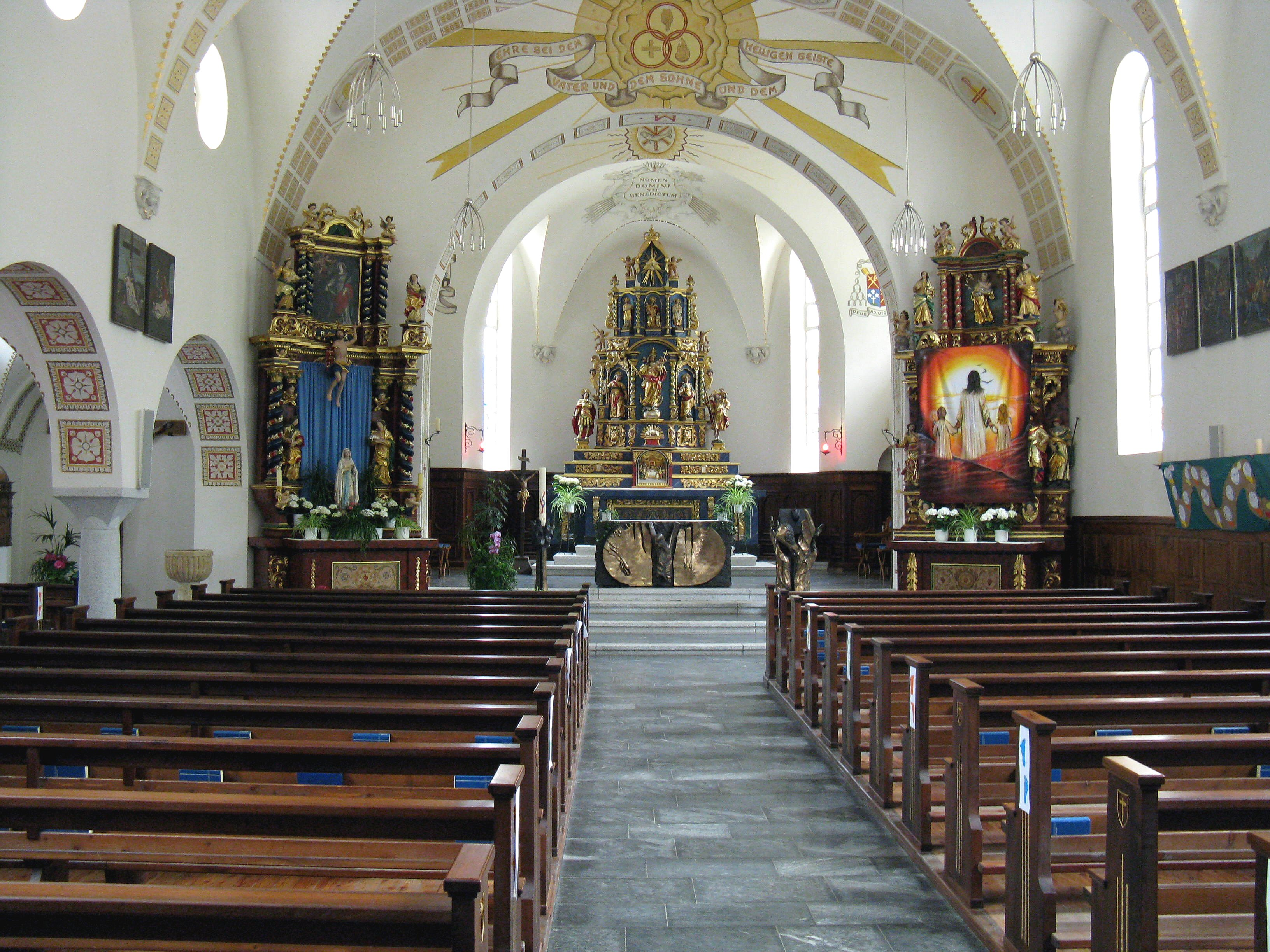
Kirche Täsch
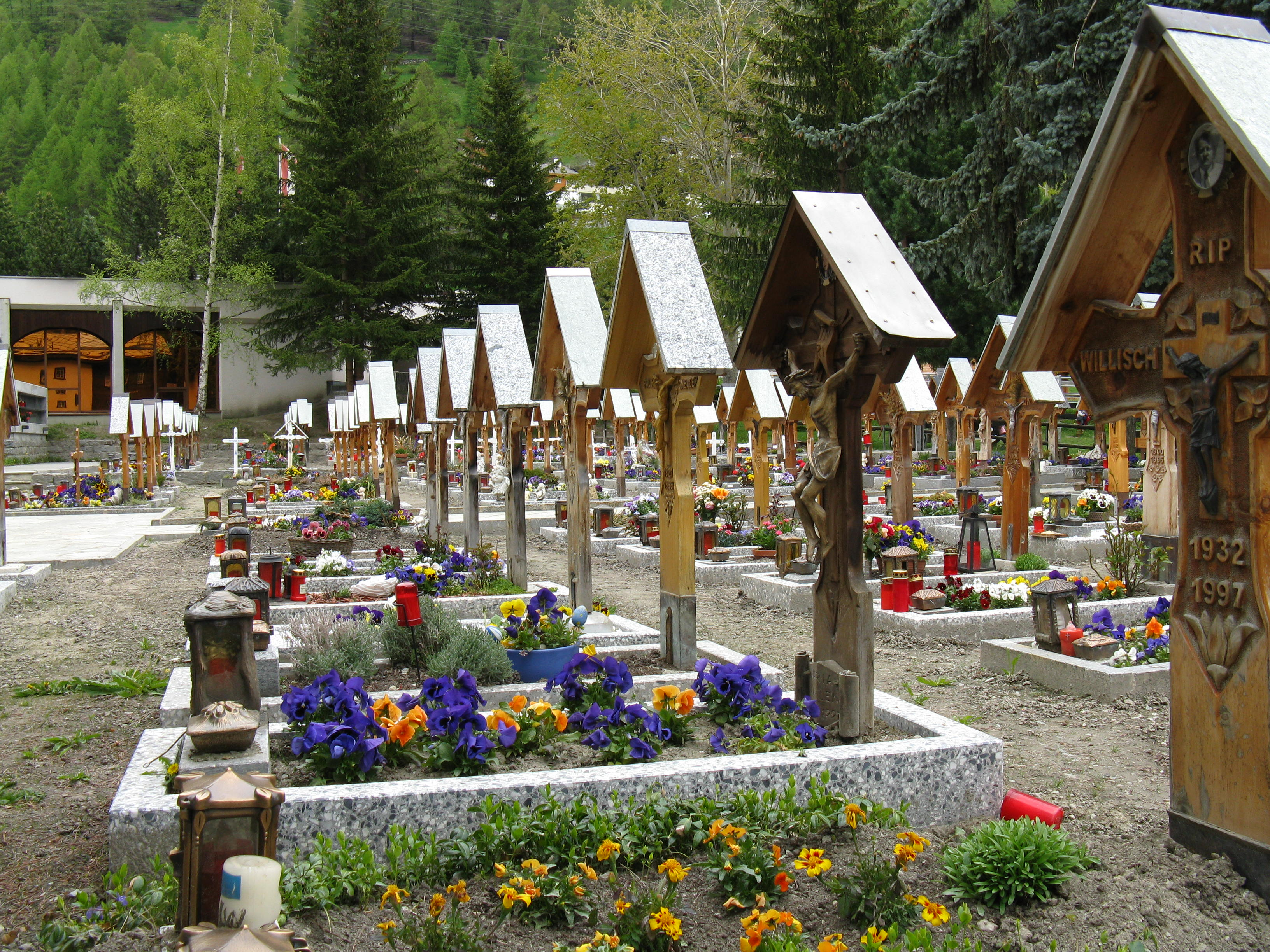
Friedhof in Täsch
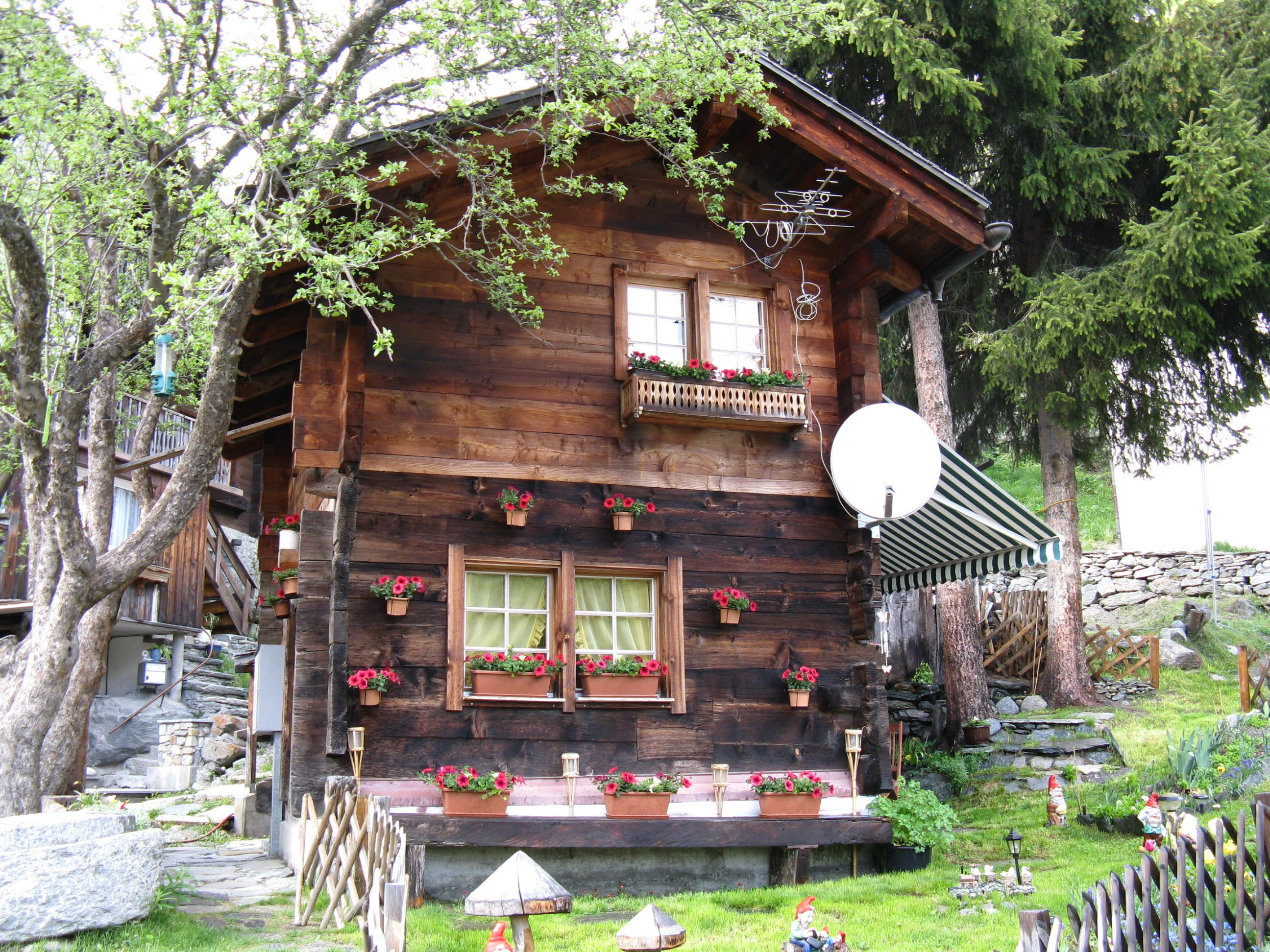
Landhaus in Täsch